# سباستيان ديانا
سباستيان ديانا (بالإسبانية: Sebastián Diana)‏ (2 أغسطس 1990 مونتفيدو الأوروغواي - ) هو لاعب كرة قدم أوروغواني، يلعب كمدافع.

## مسيرته

### مسيرته مع الأندية
- 2010 - 2011 لعب مع نادي دانوبيو 15 مباراة.
- 2011 - 2012 لعب مع التانك سيلي 4 مباريات.
- 2013 - 2014 لعب مع Deportes Temuco [الإنجليزية]‏ 28 مباراة.
- 2015 - 2015 لعب مع ديبورتيفو سابريسا 17 مباراة سجل خلالها 3 أهداف.
- 2015 - 2015 لعب مع سانتياغو مورنينغ [الإنجليزية]‏ مباراتين.

## روابط خارجية
- سباستيان ديانا على موقع قاعدة بيانات كرة القدم.إي يو (الإنجليزية)
- سباستيان ديانا على موقع Soccerway.com (الإنجليزية)